# Kalama (Washington)
Kalama is een plaats (city) in de Amerikaanse staat Washington, en valt bestuurlijk gezien onder Cowlitz County.

## Demografie
Bij de volkstelling in 2000 werd het aantal inwoners vastgesteld op 1783.
In 2006 is het aantal inwoners door het United States Census Bureau geschat op 2039, een stijging van 256 (14.4%).

## Geografie
Volgens het United States Census Bureau beslaat de plaats een oppervlakte van
6,0 km², waarvan 5,9 km² land en 0,1 km² water. Kalama ligt op ongeveer 107 m boven zeeniveau.

## Plaatsen in de nabije omgeving
De onderstaande figuur toont nabijgelegen plaatsen in een straal van 16 km rond Kalama.